# Ludmyła Kowałenko
Ludmyła Kowałenko ukr. Людмила Коваленко (ur. 26 czerwca 1989 w Berdyczowie) – ukraińska lekkoatletka specjalizująca się w biegach długich. 
W 2011 podczas mistrzostw Europy młodzieżowców zdobyła srebrny medal w biegu na 10 000 metrów, a w kolejnym sezonie została wicemistrzynią Europy na dystansie o połowę krótszym. 
Rekord życiowy: bieg na 10 000 metrów – 33:24,80 (30 maja 2011, Jałta). 

## Osiągnięcia
| Rok  | Impreza                                   | Miejsce   | Konkurencja          | Lokata     | Wynik    |
| ---- | ----------------------------------------- | --------- | -------------------- | ---------- | -------- |
| 2007 | Mistrzostwa Europy w biegach przełajowych | Toro      | drużynowo (juniorki) | 3. miejsce |          |
| 2008 | Mistrzostwa Europy w biegach przełajowych | Bruksela  | drużynowo (juniorki) | 2. miejsce |          |
| 2010 | Mistrzostwa Europy w biegach przełajowych | Albufeira | drużynowo (U-23)     | 3. miejsce |          |
| 2011 | Młodzieżowe mistrzostwa Europy            | Ostrawa   | bieg na 10 000 m     | 2. miejsce | 33:35,36 |
| 2012 | Mistrzostwa Europy                        | Helsinki  | bieg na 5000 m       | 2. miejsce | 15:12,03 |
| 2012 | Igrzyska olimpijskie                      | Londyn    | bieg na 5000 m       | eliminacje | 15:18,60 |